# Hermandad de Nazarenos de la Purísima Sangre de Nules
La Hermandad de Nazarenos de la Purísima Sangre es una hermandad de culto católico instaurada en la ciudad de Nules (Provincia de Castellón, España).

## Historia de la Hermandad

### Primeras décadas
La Hermandad de Nazarenos de Nules se instituyó oficialmente el 21 de octubre de 1940, fecha en que se firmaron los Estatutos de la Hermandad por parte de la Diócesis de Tortosa, a la cual pertenecía Nules en aquellos años. No obstante, la actual Hermandad es heredera y continuadora de la antiquísima Cofradía de la Purísima Sangre, fundada en Nules a finales del siglo XVI. Así consta en dichos estatutos de 1940:

Fundada desde inmemorial por nuestros antepasados en la Iglesia denominada de la SANGRE, actualmente Capilla de Nuestra Excelsa Patrona Nuestra Señora de la Soledad, una Cofradía denominada de la SANGRE, a consecuencia de la dominación marxista cuantos Estatutos o Reglas existían para su régimen interior han desaparecido. De nuevo por la presente Regla y de conformidad en las disposiciones del Código Canónico en la propia Capilla se constituye o reconstruye dicha Cofradía, la que en lo sucesivo se denominará HERMANDAD DE NAZARENOS DE LA PRECIOSÍSIMA SANGRE DE NUESTRO PADRE JESÚS EN SU PASO POR LA CALLE DE AMARGURA CON LA CRUZ A CUESTAS Y DE LA SANTÍSIMA VIRGEN MARÍA EN SU MAYOR DOLOR Y AUGUSTA SOLEDAD.

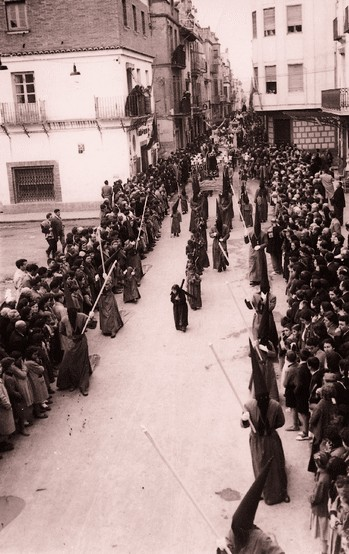

La referencia más antigua que hemos hallado sobre la Cofradía de la Purísima Sangre en Nules es el testamento de Catalina Royo, natural de La Mata, recogido en el Archivo de la Parroquia del Salvador de Burriana, de fecha 12 de diciembre de 1597. Pocos meses después, el Consell de Nules, en su reunión del 31 de mayo de 1598, teniendo presente que "la obra de la confraria de la Sanch de Jesus va molt avant, y que per a pasar.la avant que no pare y a necesitat de que la vila ajude en lo necesari", por unanimidad determinó que se ayudase en la construcción de la Iglesia de la Sangre mediante "jornal de vila". Dos años más tarde, al tiempo que se votaba la fiesta de San Vicente Ferrer, el "Consell General de la Vila" acordó: "que.s guarde la festa de la preciosa Sanch de Nostre Senyor Deu Jesucrist, puix la present vila te ja feta la esglesia de la confraria". Al día siguiente, don Pedro Manrique, obispo de Tortosa, dio su aprobación para la celebración en Nules de esta fiesta. 
A principios del siglo XIX se inició el deterioro de la antigua Iglesia de la Sangre, puesto que el general Suchet y sus tropas ocuparon la iglesia durante la Guerra de Independencia, y al finalizar la invasión francesa la iglesia había quedado en un estado lamentable, y ya no volvió a abrirse al culto. Años más tarde fue utilizada como escuela por el Ayuntamiento. En cualquier caso, la Cofradía de la Sangre perdió una parte muy importante de su patrimonio. 
Tras la Guerra Civil (1936-39) la sociedad nulense empezó a reorganizarse. El 21 de octubre de 1940 el vicario general de la Diócesis de Tortosa aprobó las nuevas reglas de la ahora denominada Hermandad de Nazarenos de la Preciosísima Sangre de Nuestro Padre Jesús en su paso por la calle de amargura con la cruz a cuestas, y de la Santísima Virgen María en su mayor dolor y augusta Soledad”, figurando como titular de la Hermandad el nuevo paso del Nazareno. En los años posteriores a la Guerra Civil un cofrade regaló a la Hermandad una Cruz de unos dos metros de altura con unas vigas de su casa, la cual durante el conflicto bélico sufrió graves desperfectos pero nunca llegó a derrumbarse. Dicha Cruz continúa procesionando como cierre de la Hermandad. 
A finales de los años 50 la Hermandad cambió sus túnicas, que hasta entonces seguían el modelo de las de la Cofradía de la Sangre, e incorporó la capa dorada. Por otro lado, en torno al año 1968 se adquirió un nuevo Sepulcro para la imagen de Cristo yacente, sufragado gracias a los donativos que la Junta de la Hermandad pudo recoger.

### Historia reciente
En el año 2000 los Nazarenos organizaron el I Pregón de Semana Santa de Nules, en el cual actuó como pregonero D. José Blas Molés Alagarda, Alcalde de Nules. En 2023 se ha retomado la organización del Pregón, que en esta II edición ha corrido a cargo de D. Pablo Vela de Marco, rector del Seminario Redemptoris Mater. 
El 29 de marzo de 2002 la Hermandad nombró Cofrade Mayor Honorario a la Benemérita Institución de la Guardia Civil, en agradecimiento por custodiar cada año el paso del Santo Sepulcro. Ese año, la Guardia Civil custodió también el paso del Nazareno en la procesión del Santo Entierro. 
También se realizaron diversos actos de hermanamiento con Cofradías de localidades vecinas, destacando la Cofradía del Santísimo Cristo de la Agonía de Moncofa, la Cofradía de la Purísima Sangre de Nuestro Señor Jesucristo y Virgen de la Soledad de Villarreal, la Cofradía del Cristo de la Clemencia de Alqueries y la Junta Central de Cofradías de Villarreal, participando en las procesiones de dichas poblaciones. 
Desde el año 2006 la Hermandad empezó a publicar “El Nazareno”, el boletín de información cofrade, coincidiendo con los días previos a la Semana Santa, y durante el año 2007 la Hermandad consiguió restaurar la túnica del paso de nuestro titular, el Nazareno de Enrique Giner Canet, recuperando el esplendor de los bordados y el terciopelo. También en 2007 la Hermandad fue invitada a desfilar por primera vez en la Procesión del Santo Entierro de Mascarell y en la Procesión del Cristo del Calvario de Alfondeguilla.
En 2009 la Hermandad recuperó para los portadores de la Santa Cruz con la sábana del descendimiento la figura de los Clavarios de la Sangre con su indumentaria original, tal como vestían los cofrades cuando hasta que en los años 60 se sustituyeron por las actuales. Y en 2010, la Hermandad celebró sus 70 años de existencia con un solemne y emotivo acto en la Iglesia del Convento, presidido por Ilustrísimo Monseñor D. Ignacio Pérez de Heredia y Valle, Prelado de Honor del Papa y Capellán de la Casa  Pontificia. En este mismo acto se entregó la distinción de Cofrades Honoríficos a D. Ramón Capella Herrero, D. Vicente Bertomeu Flich y D. José Bruno Ballester, en agradecimiento a su larga trayectoria al frente de la Hermandad.

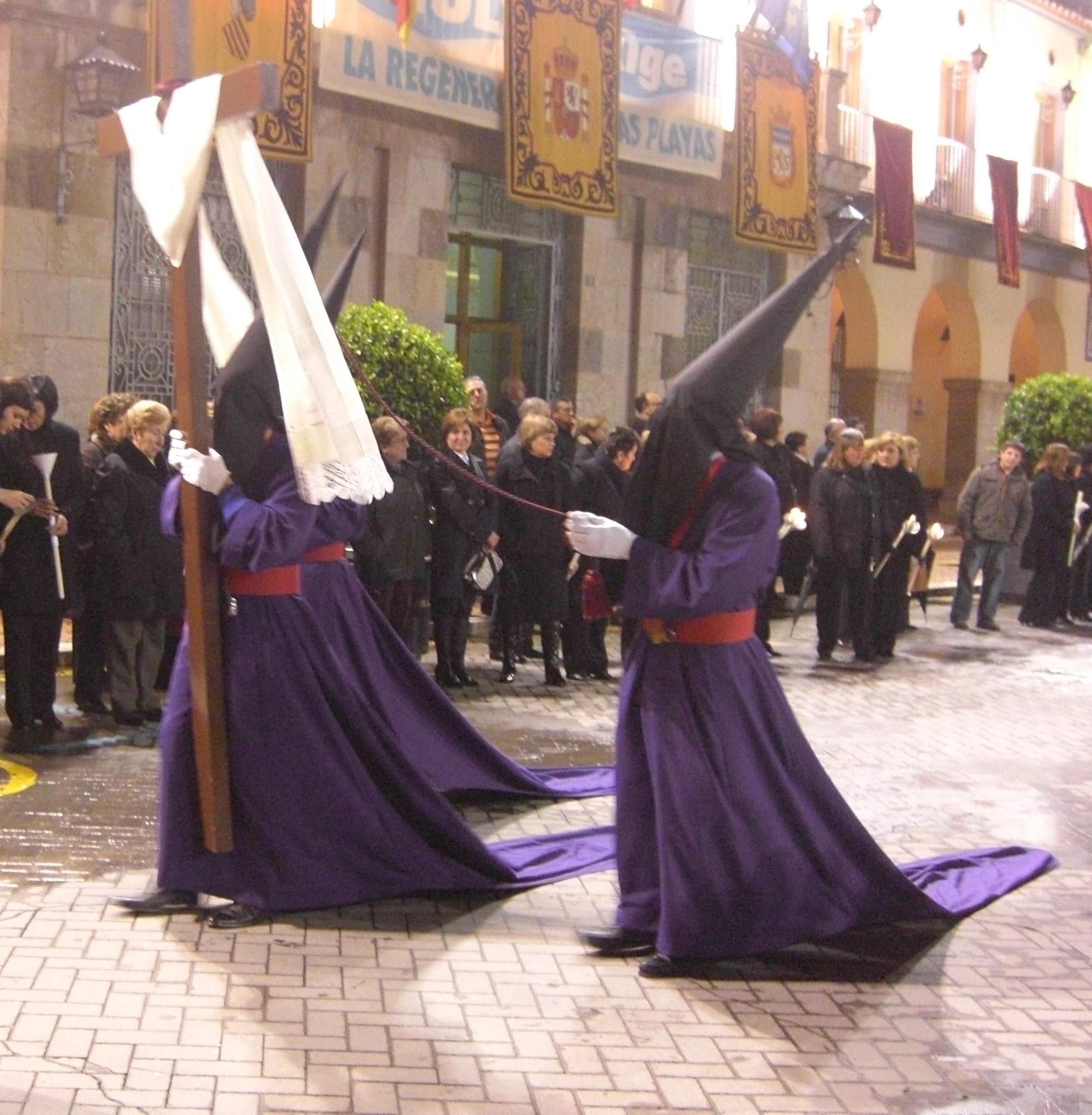
Vestas fundacionales de la Hermandad

En 2011 la Hermandad estrenó el nuevo estandarte procesional presidido por la imagen de Jesús Nazareno. Asimismo, recuperó la fiesta de la Preciosísima Sangre, que la Hermandad celebraba cada año a principios de julio, recordando su condición de continuadora de la cofradía de la Sangre de Nules. Actualmente, dicha celebración se realiza el último domingo de septiembre.
En 2015 la Hermandad celebró con numerosos actos religiosos, musicales y culturales los 75 años de su refundación de posguerra, destacando la exposición “Medallas de la Semana Santa de España” y la Exposición histórica de la Hermandad”, inauguradas el día de la Virgen de los Dolores, por el Sr. Obispo de la Diócesis, D. Casimiro_López_Llorente. Igualmente, durante 2015 se realizó varios conciertos corales de música sacra, una conferencia sobre los orígenes de la cofradía por parte del cronista de la Vila, D. Vicent Felip, se editó un sello conmemorativo de correos y se compuso el himno de la cofradía. Además, la Festa de la Sang de ese año estuvo presidida por el Eminentísimo y Reverendísimo Cardenal Carlos_Amigo.
En 2016 se consiguió constituir el coro infantil de la Hermandad, como una nueva sección dentro de la cofradía, formado por unos 20 niños y dirigido por Rosa Roglá. Y ya en 2017 la Hermandad recibió en donación y restauró para el culto la antigua imagen de Sangre del estilo Ecce_Homo, de la  familia Gozalbo Dualde, que queda expuesto de manera permanente en la Iglesia Arciprestal.
En 2019 la Hermandad volvió a recuperar los portadores para la imagen titular de Jesús Nazareno, tras más de medio siglo a ruedas. 20 portadores cargan los aproximadamente 500 kg de peso del trono.

## Fiesta de la Preciosísima Sangre
El 10 de julio de 2011, tras décadas de olvido, Nules recuperó la celebración de la fiesta de la Sangre de Jesucristo. En los estatutos de la Hermandad de 1940 queda reflejada la celebración de la fiesta por la cofradía y, basándose en ello se ha recuperado esta parte de la historia –hay que remarcar que en 2009 la cofradía ya recuperó el tradicional e histórico hábito al utilizarlo de nuevo los portadores de la cruz, que hacen el papel de clavarios de la entidad. 

Siendo el principal fin de esta Hermandad promover mayor Gloria de Dios Nuestro Señor y provecho espiritual de los fieles por el culto y devoción de nuestro Señor Jesucristo en el Sagrado Misterio de su paso POR LA CALLE DE AMARGURA CON LA CRUZ A CUESTAS, su amantísimo TITULAR, a la Preciosísima Sangre celebrará en primer lugar con la mayor solemnidad posible todos los años una novena a honra y Gloria de Nuestro Padre Jesús Nazareno, la que dará comienzo el día 29 de Junio terminando el día 7 de Julio, fecha en que es costumbre en la localidad celebrar la Preciosísima Sangre de nuestro Redentor, día en que esta Hermandad celebra la fiesta principal de su Instituto. En dicho día ha de celebrarse por esta Hermandad solemne Función Religiosa con misa cantada y Sermón.

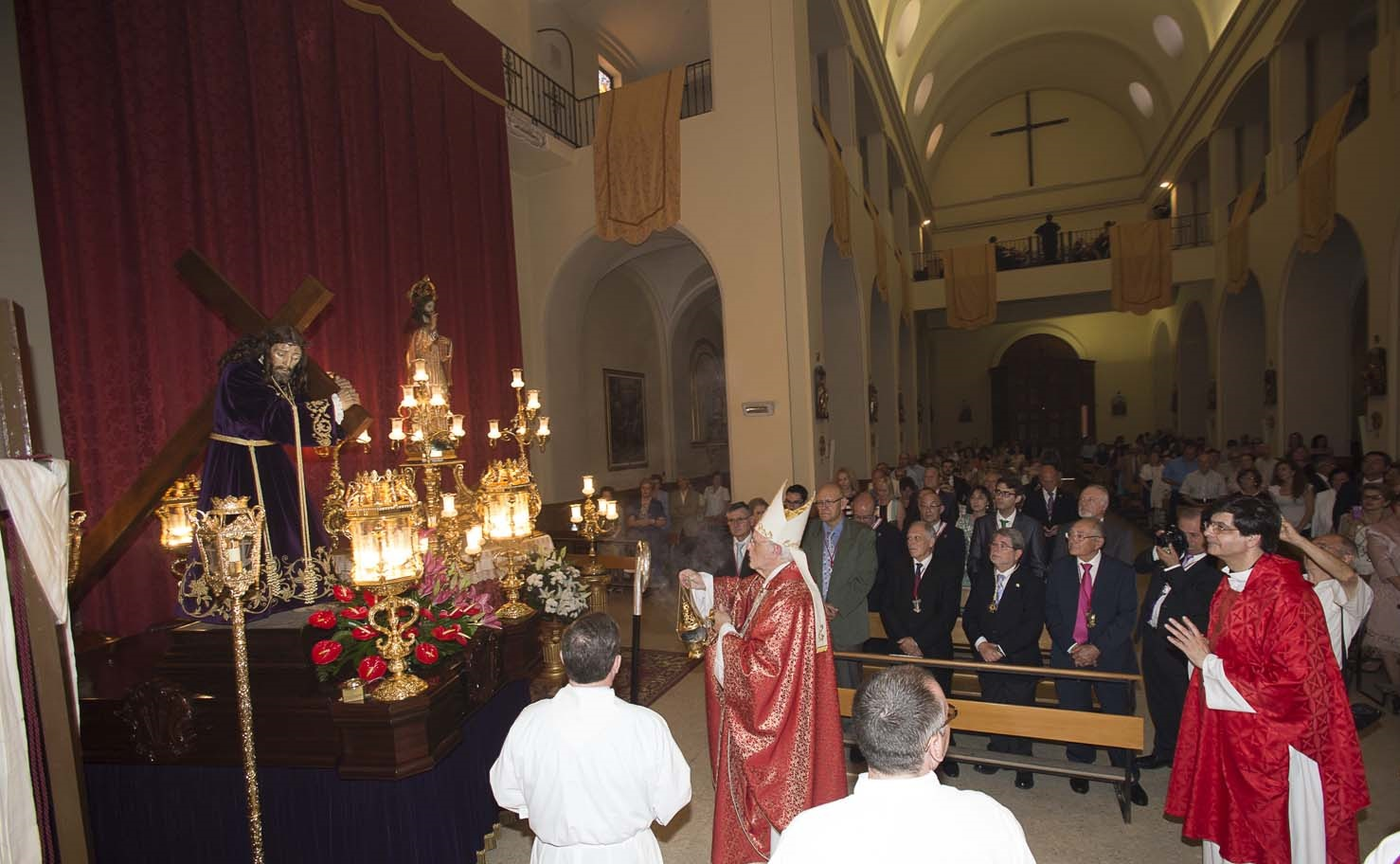
Festa de la Sang Nules, presidida por su Eminencia el Cardenal Carlos Amigo, año 2015

La fiesta de la Preciosísima Sangre se celebra el último domingo de septiembre. Desde tiempos inmemoriales se ha profesado devoción a la Sangre de Jesucristo, pero fue oficialmente instituida en 1849 por Pío IX, y Pío XI la elevó a Solemnidad y la extendió a toda la Iglesia en 1933, con motivo del  jubileo por el 19.º centenario de la redención de Cristo. También Juan XXIII publicó la carta apostólica “Inde a primis” donde recalcaba la importancia de dicha festividad, insertada en el marco litúrgico de las fiestas del Sagrado Corazón y el Corpus Christi. 
En Nules, se tiene constancia ya de la celebración de la Preciosa Sangre de Cristo a principios del siglo XVII por parte de la Cofradía de la Sangre, tal y como queda reflejado en los libros de contabilidad de la Parroquia. Se trata pues de una fiesta de singular relevancia.

## Pasos de la Hermandad

### Jesús Nazareno
La imagen titular de nuestra Hermandad, Jesús Nazareno, es obra del escultor nulense Enrique Giner Canet (1899-1990). Enrique Giner nació en Nules el 20 de julio de 1899. Estudió Bellas Artes en la Escuela de Pintura, Escultura y Grabado de San Carlos de Valencia, y perfeccionó sus conocimientos en la Escuela de Bellas Artes de San Fernando de Madrid. 

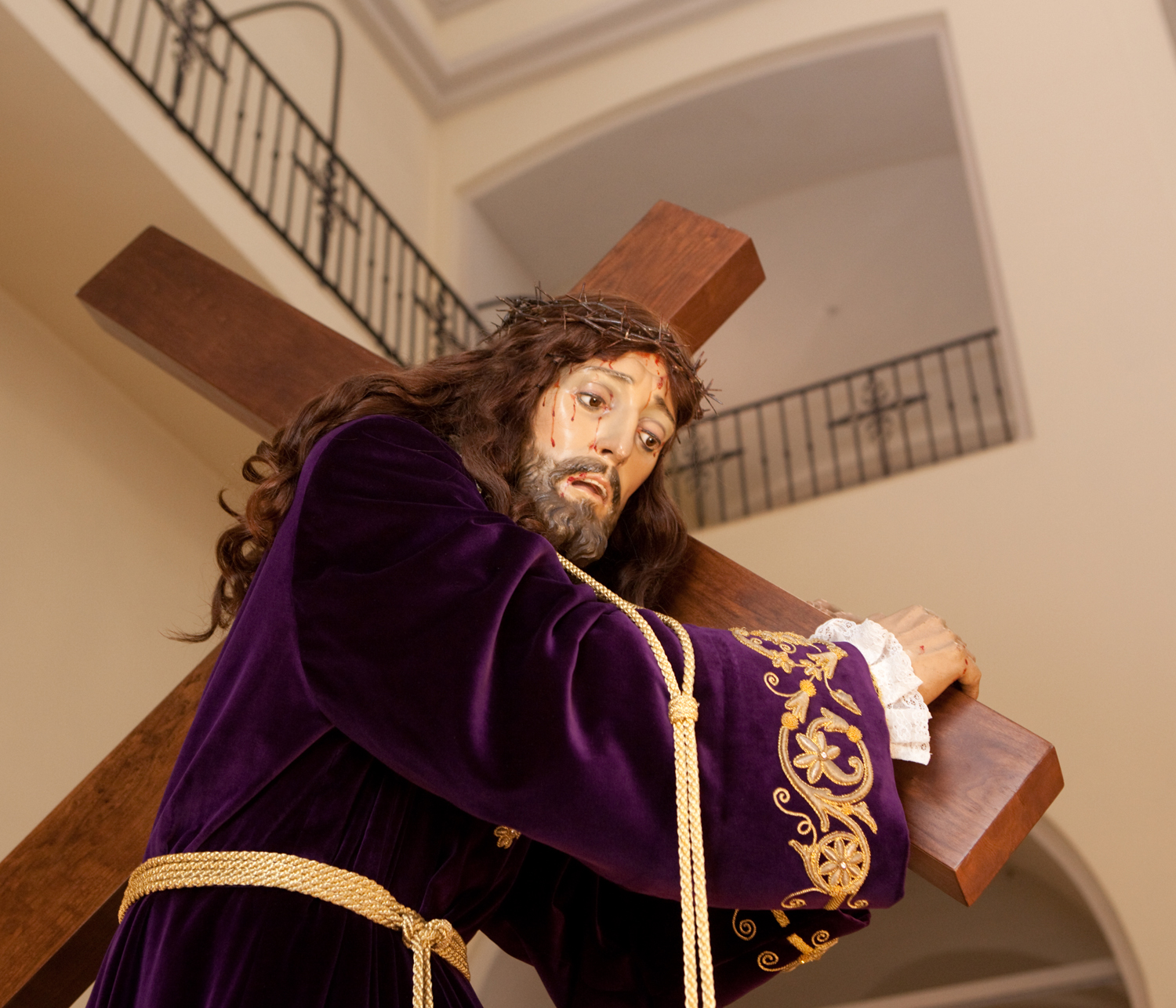
Ntro. Padre Jesús Nazareno, titular de la hermandad

Enrique Giner recibió en 1940 el encargo de esculpir la imagen titular de la Hermandad. Su talla en madera, de excelente calidad, muestra a Jesús con mirada compasiva y de perdón, en su soledad camino del Calvario. Sujeta la Cruz sobre el hombro izquierdo y aguanta el travesaño con ambas manos. 
Aunque la talla viste una túnica de terciopelo de seda morado y rico bordado en hilo de oro, restaurada en 2007, es una imagen totalmente tallada y de tamaño natural. Es llevado a hombros de 20 cofrades, y se puede visitar en la Iglesia del Convento.
Antes de 1942 el Nazareno estaba acabado. Giner adaptó el rostro y las dimensiones de la imagen para que fueran similares a las de la primitiva imagen del Nazareno quemada en agosto de 1936. Sin embargo, solo policromó aquellas partes que no iban a cubrirse con los vestidos, dejando el resto de la talla limpia.

### Stmo. Cristo del Calvario
Las imágenes del Stmo. Cristo, la Virgen de los Dolores y San Juan Evangelista pasaron a formar parte del patrimonio de la hermandad hacia el año 1943, cuando la familia Montoliu-Palmer donó las imágenes de San Juan y la Virgen dolorosa, que había adquirido en el desaparecido taller de los Sucesores de José J. Sacrest y Cía de Olot. De este mismo taller procede la imagen de Cristo Crucificado, también donación de una familia nulense, la familia Ramón-Arambul. Inicialmente, cada una de las imágenes procesionaba en peanas independientes. Ya en los años 60 consta que las tres imágenes estaban agrupadas en una misma carroza, dotando al paso del aspecto actual.

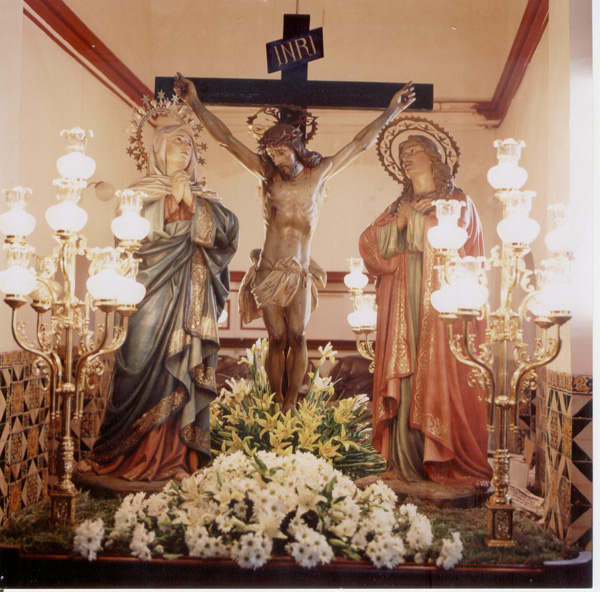
Paso de Jesús Crucificado, Virgen de los Dolores y San Juan

### La Piedad
La Piedad fue una donación de Falange Española Tradicionalista y de las JONS a la Hermandad de Nazarenos, promovida por la Vicesecretaria de Educación Popular de dicha asociación el 1 de abril de 1944. 
Es una imagen de estilo similar al del grupo de Jesús Crucificado, la Virgen de los Dolores y San Juan Evangelista, y también fue adquirido en el taller de Sucesores de José J. Sacrest de Olot.
El rostro de la Virgen conjuga el dolor por la muerte del Cristo y compasión por los pecados de la humanidad. Con su mano izquierda la Virgen acaricia el rostro de Cristo en un claro signo de ternura.

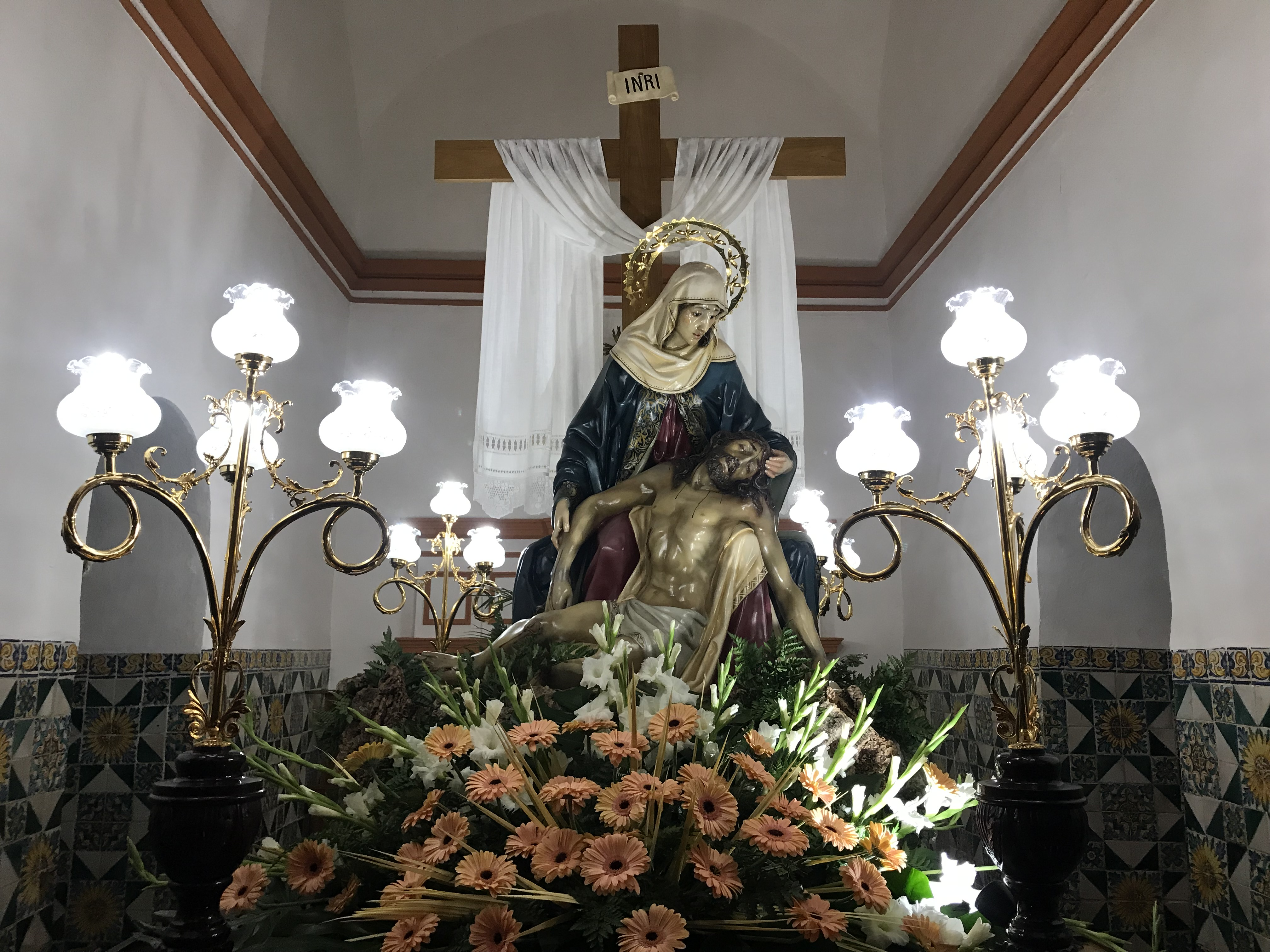
Imagen de la Piedad

### Santo Sepulcro
Este paso procesiona cada Viernes Santo por las calles de la ciudad, aunque la imagen es propiedad de la Parroquia de San Bartolomé. En 1969 la Junta de la Hermandad se encargó de recoger donativos para adquirir un nuevo sepulcro, ya que el anterior estaba muy deteriorado. Previamente, en los años 40, la Parroquia cedió a la Hermandad el privilegio de encargarse del Sepulcro, puesto que por aquel entonces era la única cofradía que existía en Nules. No obstante, y por tradición, los costaleros del Sepulcro son descendientes de los primeros portadores de la imagen, la cual trajeron de Valencia a pie después de la Guerra Civil Española.
El paso ha sido restaurado íntegramente por la cofradía en 2022, con motivo del XIII Encuentro Interdiocesano celebrado en Nules.

### Ecce Homo

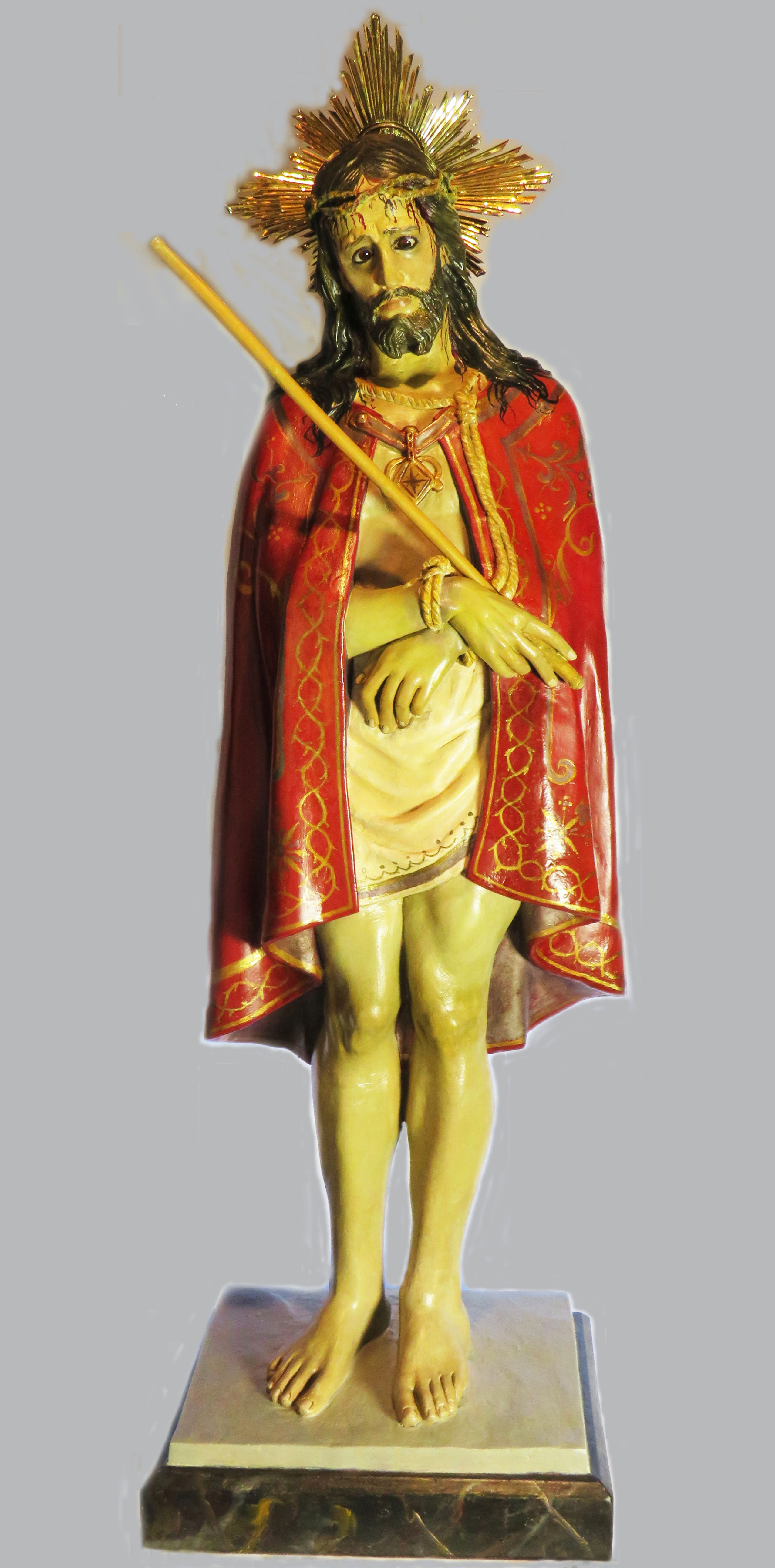
Imagen del Ecce Homo de Vicenta Gozalbo

En 1942 Vicenta Gozalbo donó una imagen modelada en escayola sobre soportes de madera y policromada, obra del escultor castellonense Juan Bautista Folía Prades. La imagen, de tamaño mediano, representa al Salvador en el momento de ser presentado por Pilatos al pueblo, desnudo, cubierto solamente con el paño de castidad y con una capa roja, llevando las manos atadas y como cetro una caña.
Durante muchos años la imagen encabezaba, tras los estandartes de la Cofradía, la procesión del Santo Entierro. Pero con el paso de los años la mencionada imagen de la Sangre fue retirada dejándola en el altar mayor de la iglesia de su nombre. La humedad y las condiciones ambientales del lugar hizo que fuera degradándose y, con el tiempo, la familia donante la recuperó para custodiarla en su domicilio. En 2017 fue donada oficialmente a la cofradía por los descendientes de Vicenta Gozalbo, con el fin y la condición de que pudiera volver a estar expuesta al culto. La Cofradía encargó su restauración y actualmente se ubica permanentemente en una capilla de la Iglesia Arciprestal. La imagen no procesiona.

## Escudo y vestas
El escudo de la Hermandad representa los símbolos propios de la Pasión de Cristo, elevados sobre una nube de santidad: Una Cruz (principal símbolo del cristianismo), la escalera con la que Cristo fue bajado de la cruz, la lanza con la que el centurión atravesó el costado del cuerpo sin vida de Jesús, y la caña con la esponja empapada en vinagre.  
Las vestas de los cofrades nazarenos se componen de túnica morada, capucho negro, capa amarilla oro, cordón dorado y medalla plateada con el escudo de la Hermandad con cordón rojo. No obstante, en los años 40 y 50 la Hermandad siguió utilizando las antiguas vestas de la Cofradía de la Sangre, que carecían de capa, tenían un amplio cordón y estaban hechas de tela de algodón.

## La Banda de la Hermandad

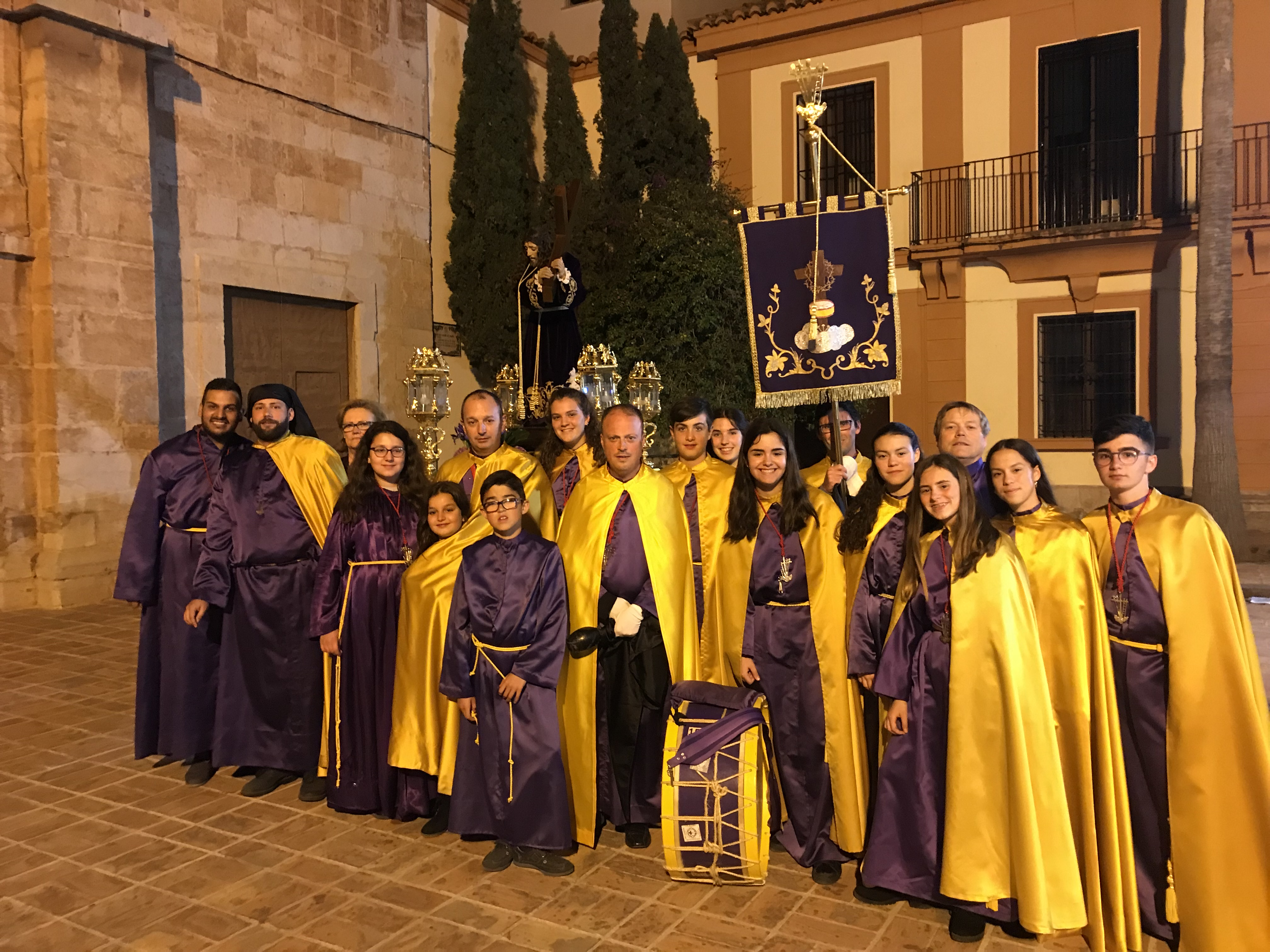
Integrantes de la Banda de la Hermandad, 2019

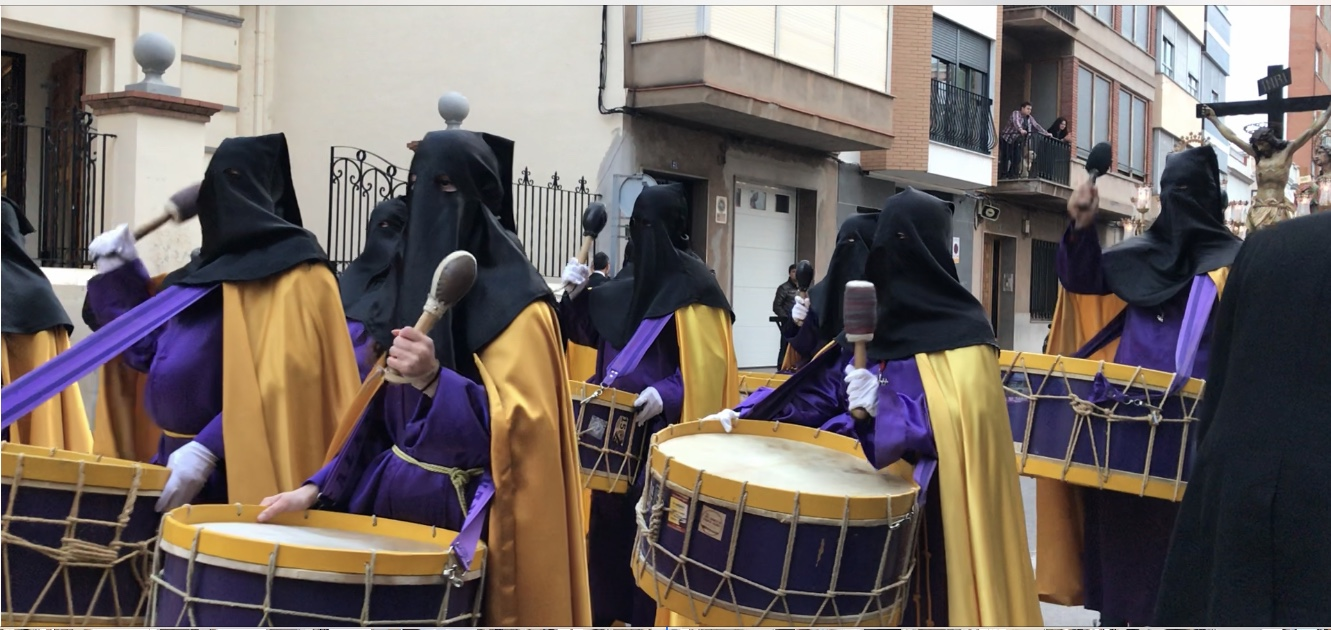
Banda de la Hermandad, año 2019

La Banda de Tambores y Bombos de los Nazarenos fue fundada en 1996. Es un grupo activo y muy integrado en la vida diaria de la Hermandad, ya que colabora en la venta de lotería, la búsqueda de nuevos cofrades, etc.  
La idea de crear una sección de tambores y bombos caló pronto entre los cofrades, y el primer año se consiguió reunir a 25 componentes. El éxito de los primeros años de vida de la Banda impulsó a la Hermandad a adquirir nuevo instrumental de primera calidad de un artesano de Calanda, en la provincia de Teruel.
La Banda de la Hermandad ha participado en numerosos desfiles, procesiones y tamboradas celebrados tanto en Nules como en diversas localidades de la provincia, como la Procesión de Miércoles Santo en Villarreal, la procesión de “Les Tres Caigudes” en las fiestas de la Magdalena de Castellón, la procesión del Vía Crucis de Moncofa, la procesión del Santísimo Cristo del Calvario de Alfondeguilla, la procesión de Viernes Santo de Mascarell, etc. 
En 2003 se sumó a la Banda la Sección de Cornetas. Actualmente, componen la Banda 8 cornetas, 10 bombos y 10 tambores.

## Revista "El Nazareno"
En 2006 la Hermandad publicó el primer número de su revista anual de información "El Nazareno". El objetivo de esta publicación es informar mejor a todos los cofrades de las diversas actividades que cada año se organizan a para preparar la llegada de la Semana Santa. La publicación tiene una tirada de 500 ejemplares, portada y contraportada a color y 16 páginas.

## Fotografías

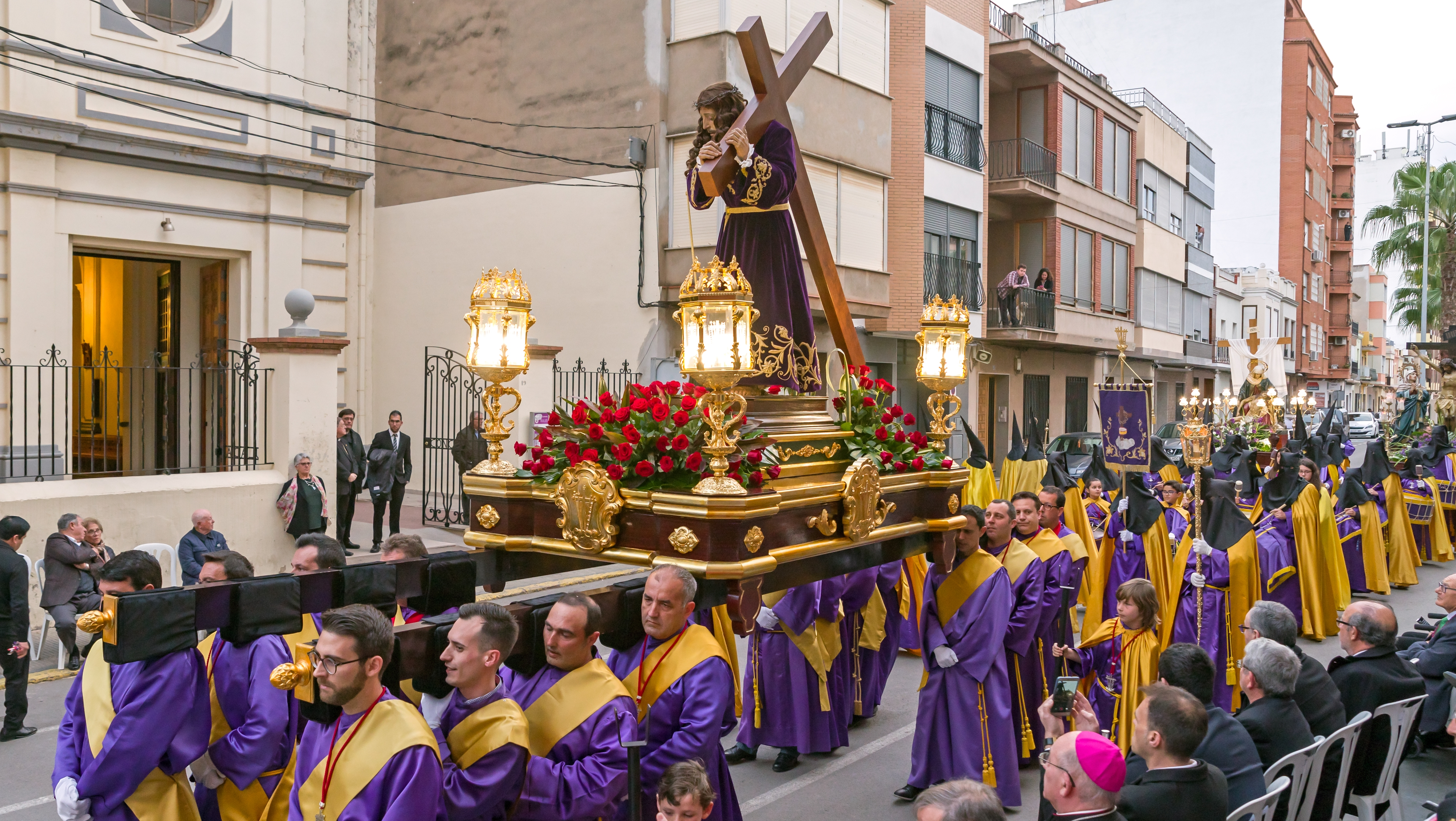
Ntro. Padre Jesús Nazareno en la Procesión Diocesana de 2019
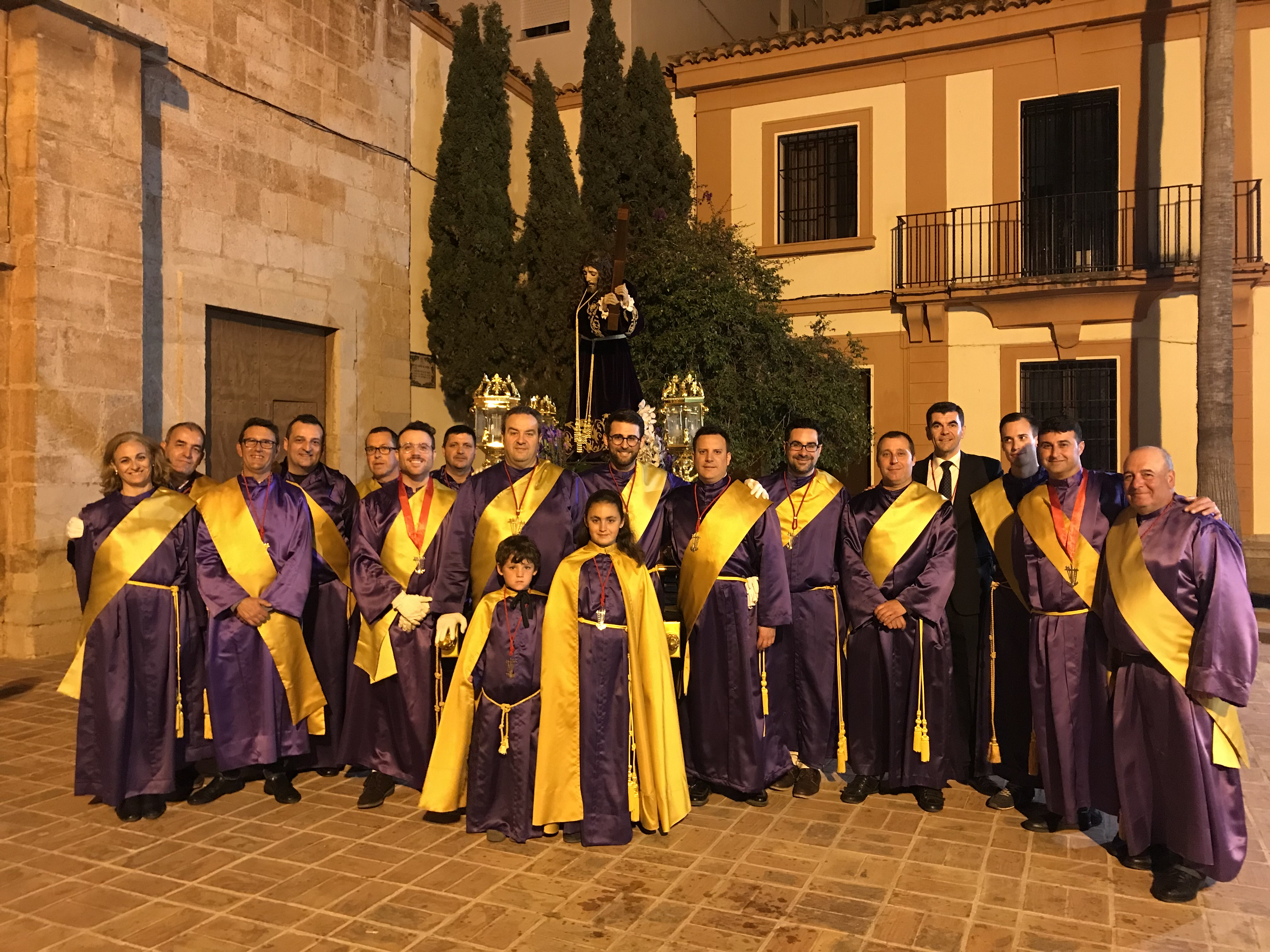
Grupo de portadores del Nazareno, año 2019
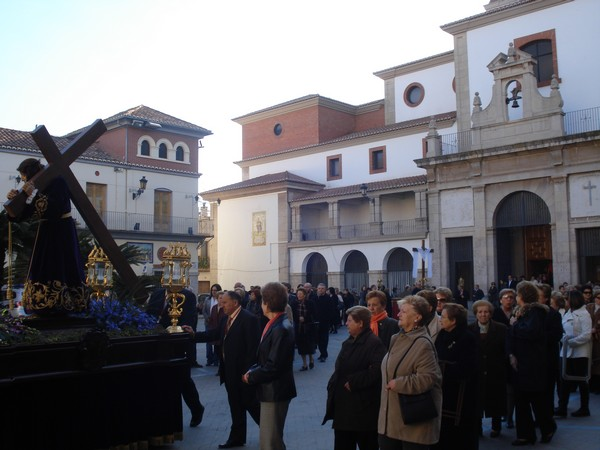
Via Crucis al Calvario
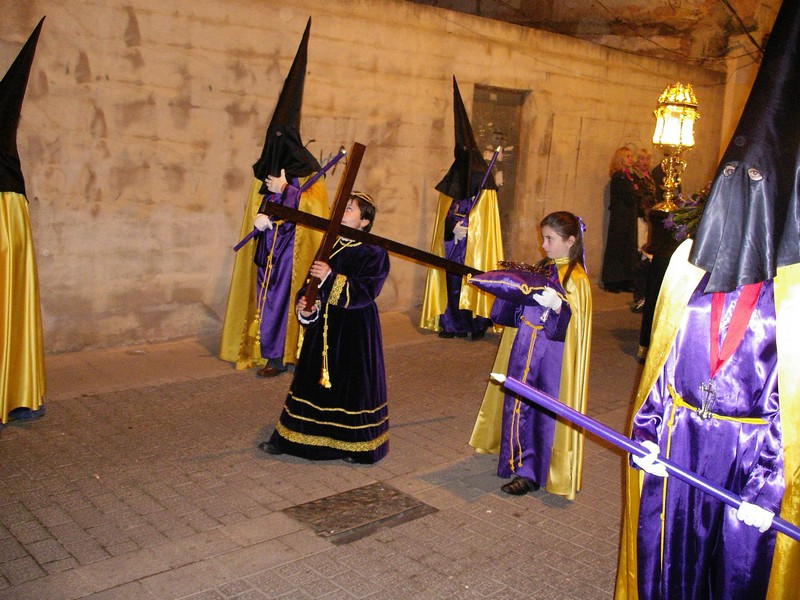
Procesión
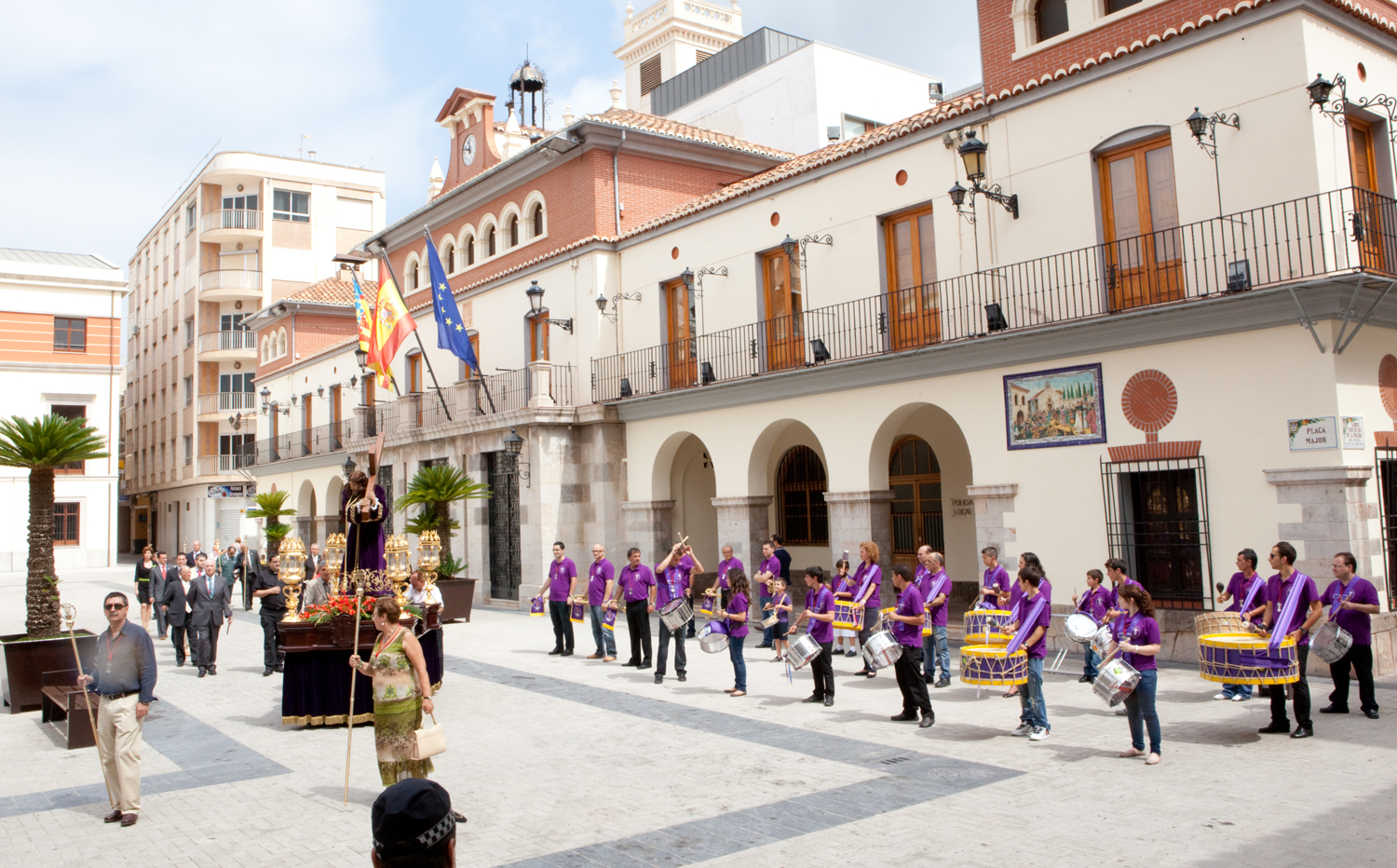
Fiesta de la Purísima Sangre 2011
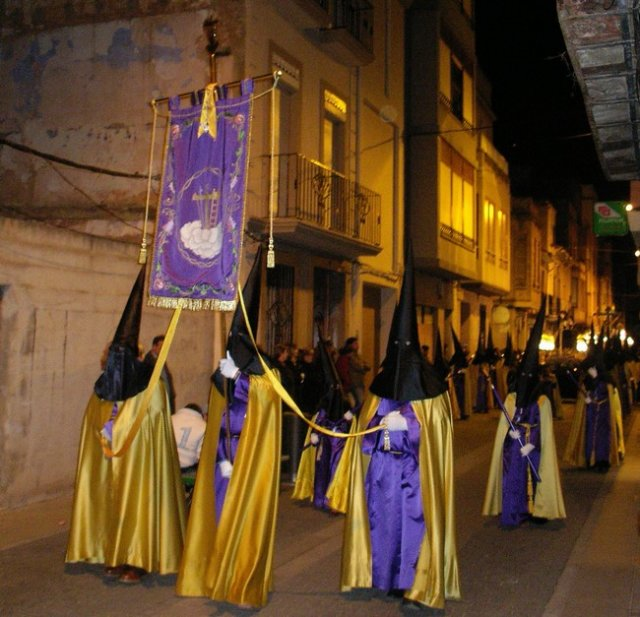
Procesión
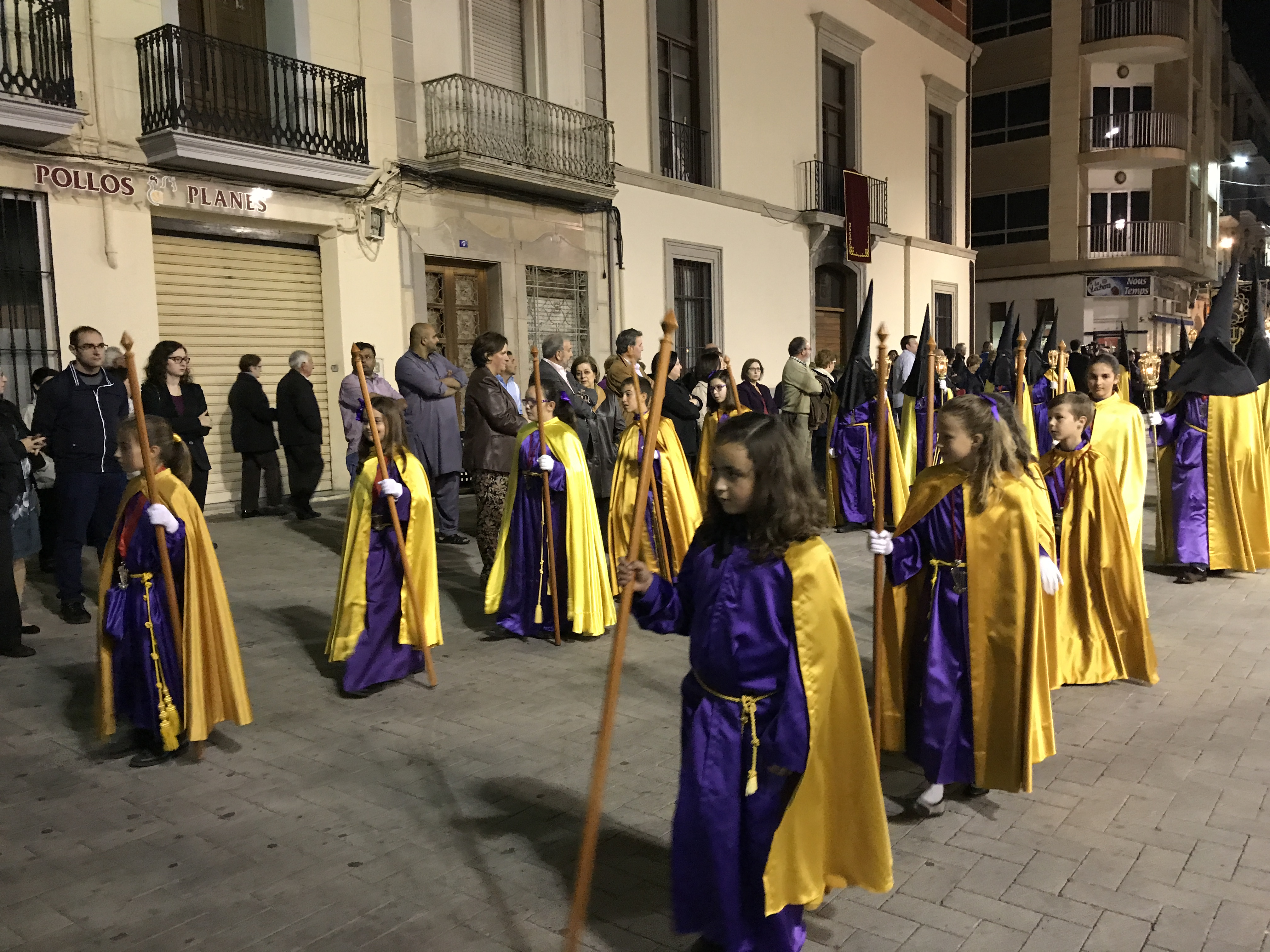
Procesión Viernes Santo 2017
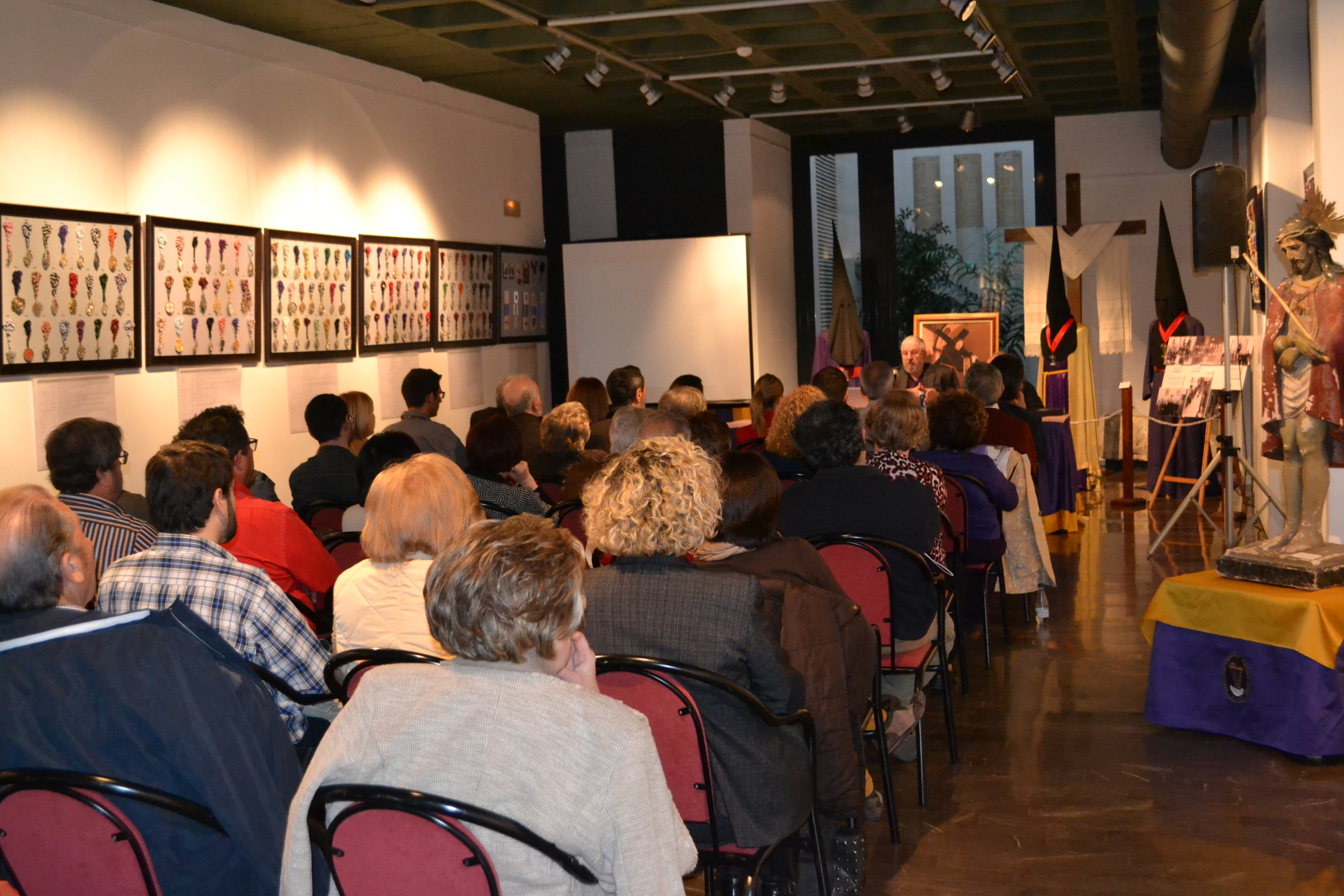
Conferencia "La Sang i els Nazarenos" a cargo del Cronista Vicent Felip
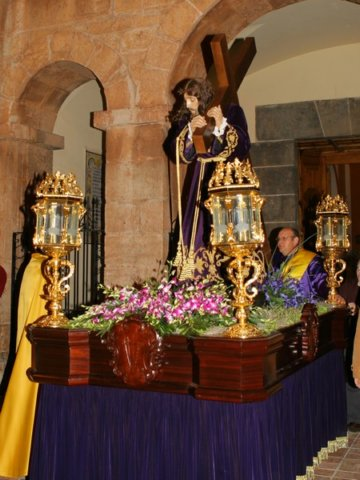
Salida del Nazareno
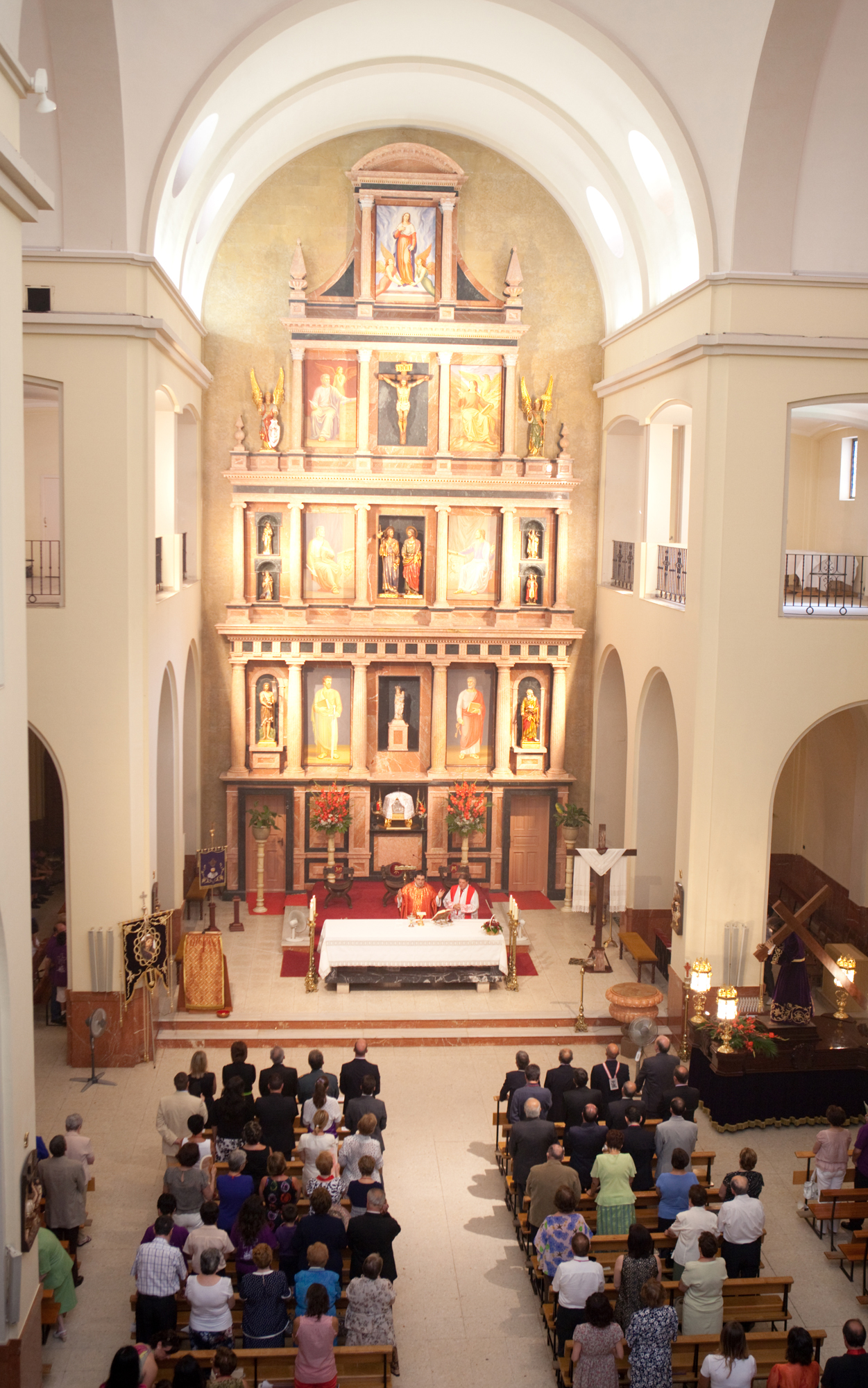
Misa de la Purísima Sangre 2011
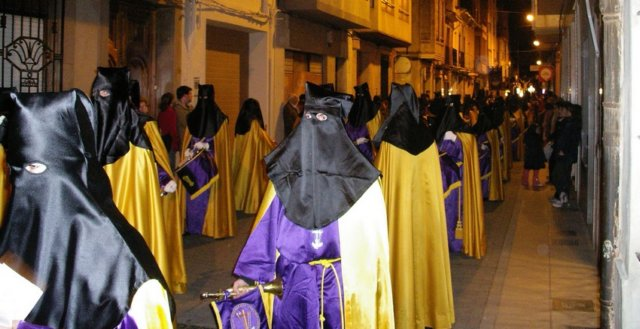
Procesión
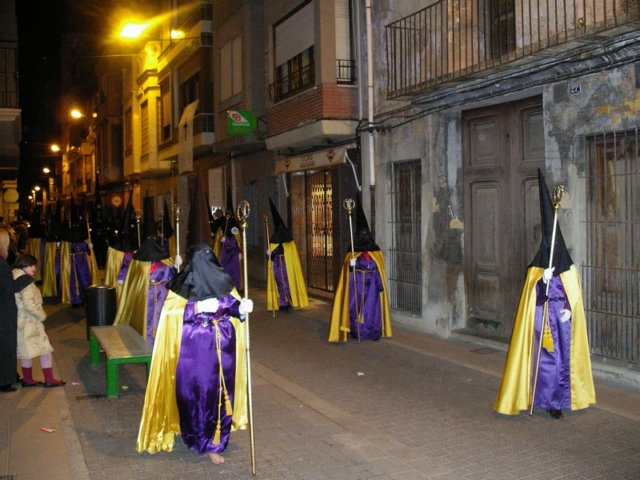
Procesión
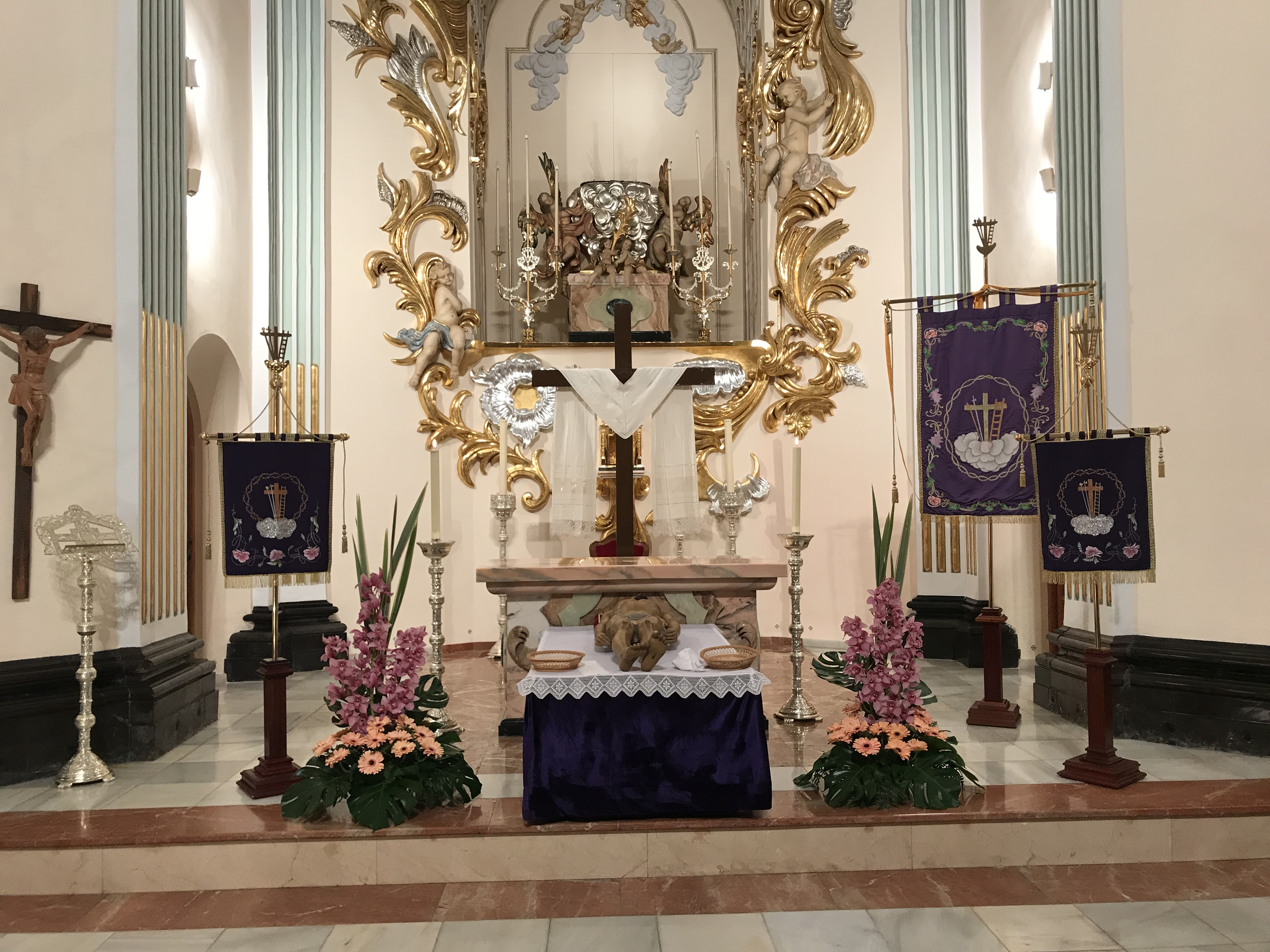
Besapiés en la Capilla de la Sangre
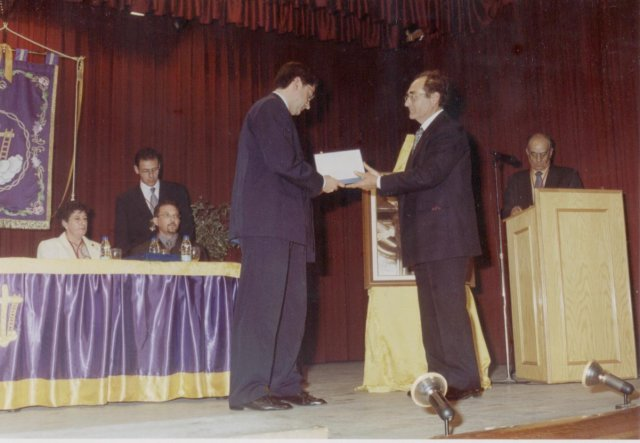
1º Pregón de Semana Santa
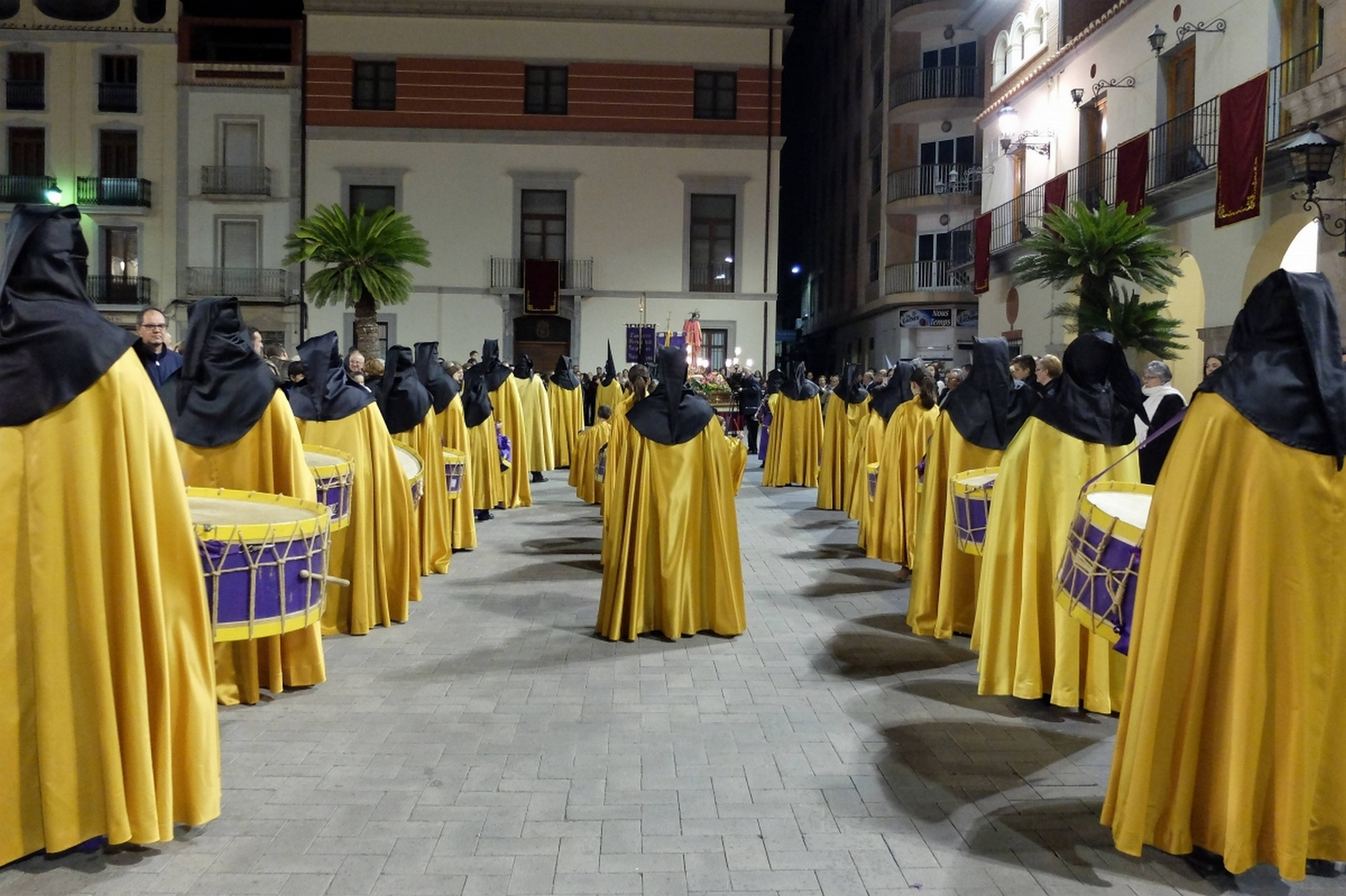
Banda de la Hermandad, Procesión Viernes Santo 2016
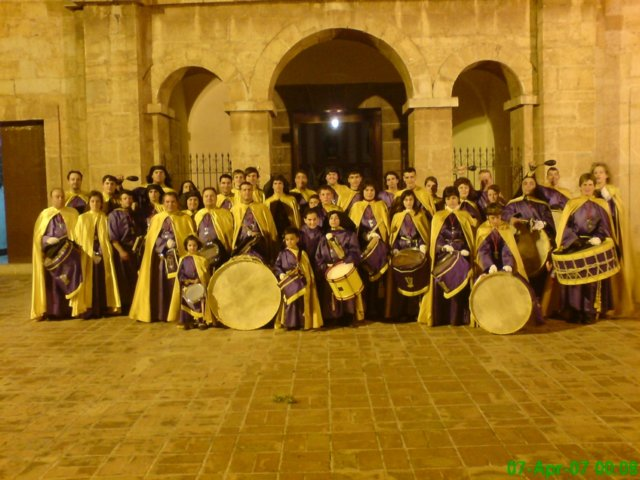
Banda de la Hermandad, año 2007
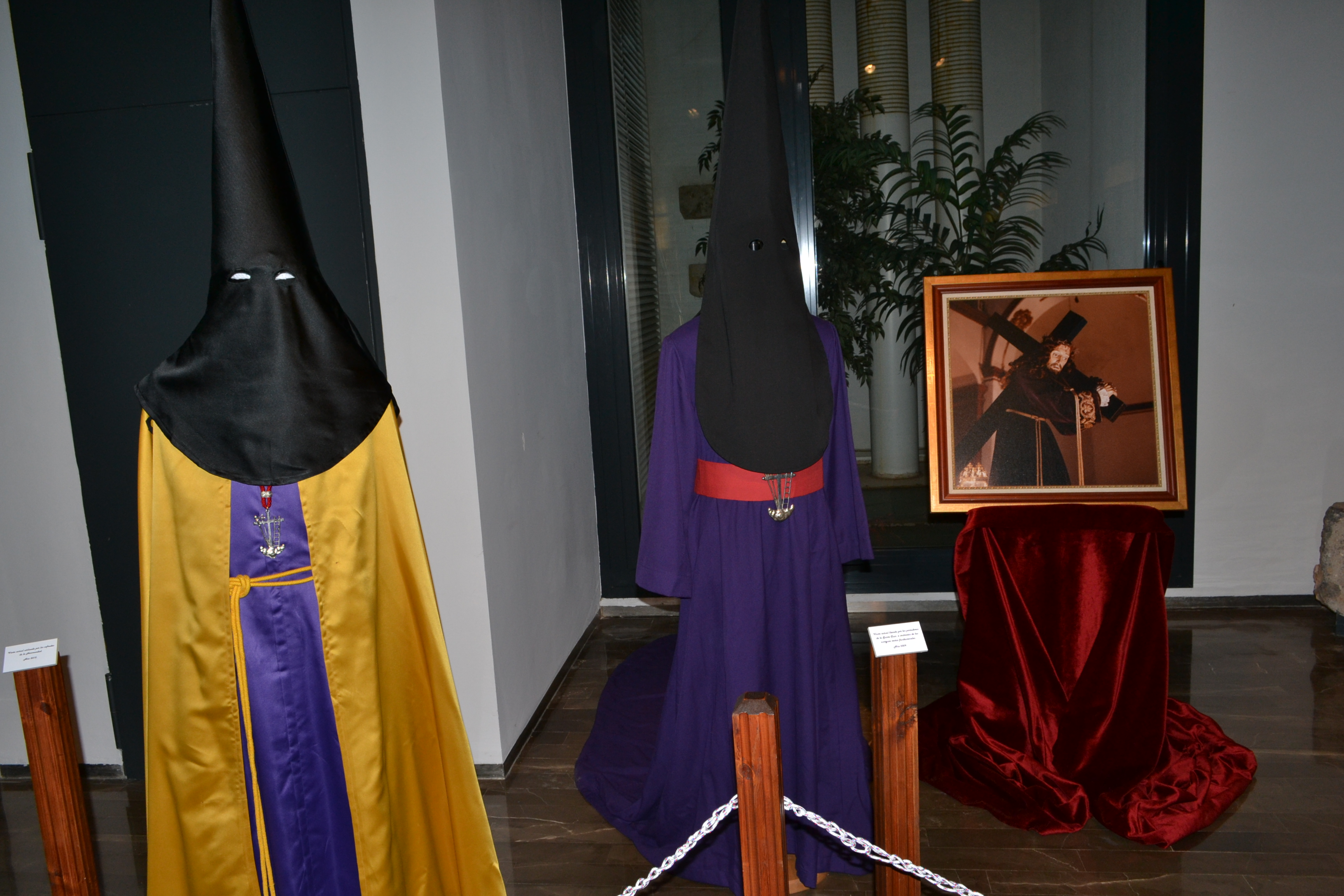
Túnica histórica y túnica actual de la Hermandad
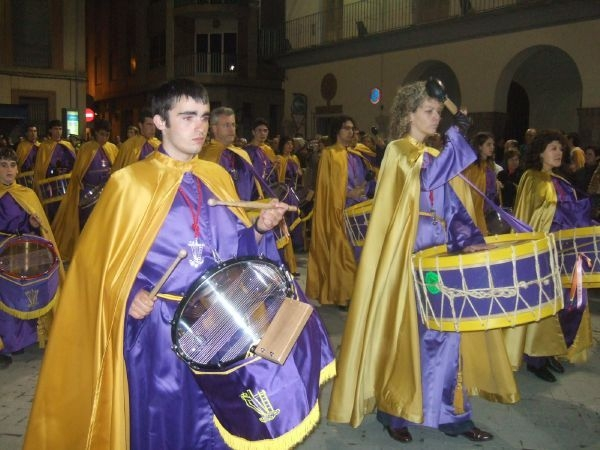
Tamborada, Banda de la Hermandad
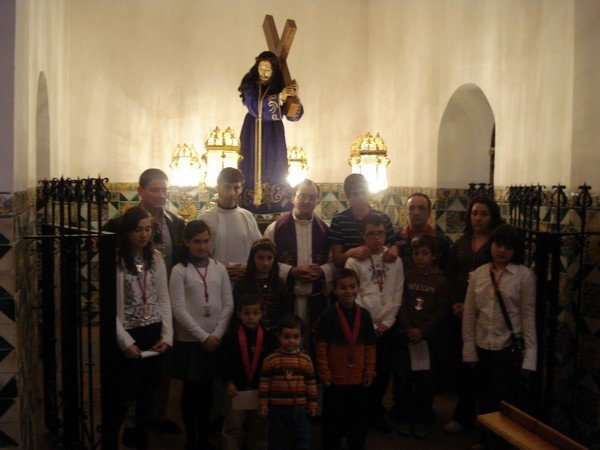
Imposición de Medallas a los nuevos cofrades